# سوري (ايطاليا)
سوري هي بلدية تقع في مدينة جنوة الحضرية ضمن إقليم ليغوريا في إيطاليا. تقع على بعد حوالي 17 كم جنوب شرق جنوة. تعد جزءًا من منطقة خليج الفردوس ضمن ريفيرا ليفانتي. يعتمد اقتصادها على السياحة وزراعة الزيتون.

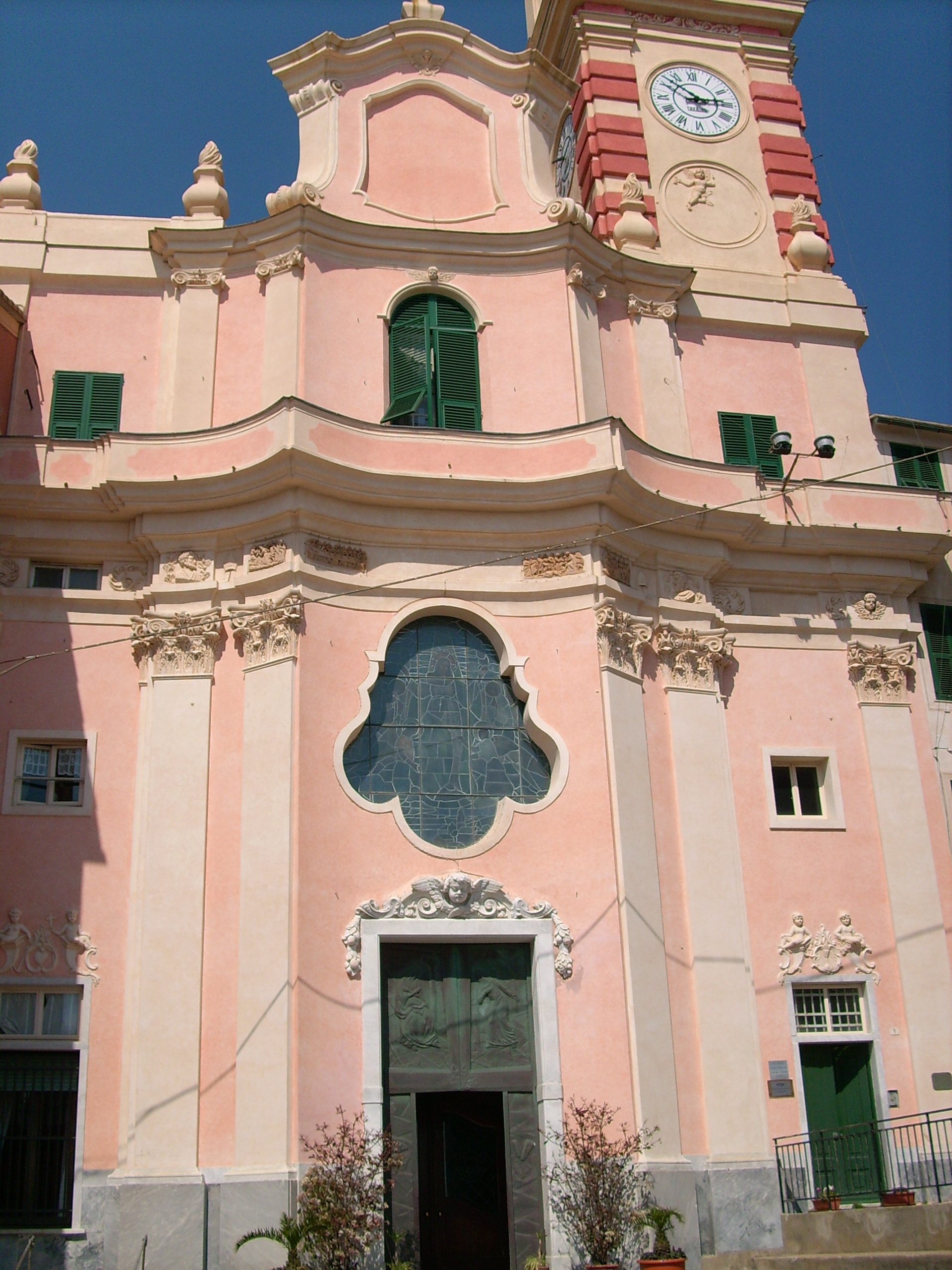
واجهة كنيسة سانتا مارغريتا في سوري.

## التقسيمات الإدارية
تشمل بلدية سوري عدة قرى وبلدات صغيرة، منها:
كانابا، كابرينو، لاغو، ليفا، بولانيزي، سان بارتولوميو دي بوسونينغو، سانت أبوليناري، سوسيسا، وتيريسكا.

## الحدود الجغرافية
تحد سوري البلديات التالية:
أفيغنو، بارغالي، بوغلياسكو، جنوة، لومارزو، بييفي ليغوري، ريكو، وأوسيو.

## التاريخ
يُعتقد أن سوري قد تأسست من قبل المهاجرين اليونانيين في القرن السابع قبل الميلاد. استخدمها الرومان كميناء صغير، ولكن أول ذكر للبلدة يعود إلى العصور الوسطى المبكرة عندما كانت تحت سيطرة أساقفة ميلانو. أصبحت لاحقًا جزءًا من جمهورية جنوة.
في عام 1584، تعرضت المدينة لغارة من قبل 1500 قرصان من شمال أفريقيا، حيث تم تدمير البلدة وأسر 100 شخص كعبيد.

## وصلات خارجية
- الموقع الرسمي للبلدية
- مجموعة صور من سوري